# Liste der Naturdenkmale in Malsch (Landkreis Karlsruhe)
| Naturdenkmale | Anzahl |
| ------------- | ------ |
| FND           | 13     |
| END           | 3      |
| Gesamt        | 16     |

Die Liste der Naturdenkmale in Malsch nennt die verordneten Naturdenkmale (ND) der im baden-württembergischen Landkreis Karlsruhe liegenden Stadt Malsch. In Malsch gibt es insgesamt 16 als Naturdenkmal geschützte Objekte, davon 13 flächenhafte Naturdenkmale (FND) und drei Einzelgebilde-Naturdenkmale (END).
Stand: 1. November 2016.

## Flächenhafte Naturdenkmale (FND)
| Name                        | Bild | Kennung     | Einzelheiten      | Position | Fläche Hektar | Datum         |
| --------------------------- | ---- | ----------- | ----------------- | -------- | ------------- | ------------- |
| Aspenklamm                  | BW   | 82150460005 | Malsch            | ⊙        | 6,4           | 23. Apr. 1992 |
| Haidenfeld                  | BW   | 82150460004 | Malsch            | ⊙        | 4,2           | 10. Feb. 1987 |
| Hellrebenklamm              | BW   | 82150460007 | Malsch            | ⊙        | 1,2           | 23. Apr. 1992 |
| Im Bruch                    | BW   | 82150460012 | Malsch            | ⊙        | 2,5           | 9. März 1987  |
| Krautgarten-Sanktquelle     |      | 82150460011 | Malsch            | ⊙        | 2,3           | 17. Dez. 1992 |
| Krebsbächle                 | BW   | 82150460015 | Malsch            | ⊙        | 0,7           | 11. Dez. 2001 |
| Lochmühlenweiher            | BW   | 82150170027 | Ettlingen, Malsch | ⊙        | 1,4           | 1. Sep. 1986  |
| Münchwingertklamm           | BW   | 82150460008 | Malsch            | ⊙        | 0,2           | 23. Apr. 1992 |
| Riedwiesen                  | BW   | 82150460014 | Malsch            | ⊙        | 4,8           | 11. Dez. 2001 |
| Schafwiesen                 | BW   | 82150460016 | Malsch            | ⊙        | 4,3           | 11. Dez. 2001 |
| Steinbruch am Malscher Weg  | BW   | 82150460006 | Malsch            | ⊙        | 0,4           | 9. Dez. 1987  |
| Steinbruch Waldprechtsweier | BW   | 82150460009 | Malsch            | ⊙        | 2,2           | 3. März 1986  |
| Sulzwiesen                  | BW   | 82150460013 | Malsch            | ⊙        | 1,4           | 11. Dez. 2001 |
| Legende für Naturdenkmal    |      |             |                   |          |               |               |

## Einzelgebilde (END)
| Name                               | Bild | Kennung     | Einzelheiten | Position | Fläche Hektar | Datum        |
| ---------------------------------- | ---- | ----------- | ------------ | -------- | ------------- | ------------ |
| Eiche am Steinbruchweg             | BW   | 82150460010 | Malsch       | ⊙        | 0,0           | 3. März 1986 |
| Eiche im Bergwald                  | BW   | 82150460003 | Malsch       | ⊙        | 0,0           | 9. März 1987 |
| 2 Kastanien beim Kruzifix von 1689 | BW   | 82150460002 | Malsch       | ⊙        | 0,0           | 9. März 1987 |
| Legende für Naturdenkmal           |      |             |              |          |               |              |